# Isojärvi, Satakunta
Isojärvi är en sjö i kommunerna Påmark och Siikais i Satakunta i Finland. Isojärvi ligger 34,8 meter över havet. Den är 10,2 meter djup. Arean är 38,82 kvadratkilometer och strandlinjen är 199,39 kilometer lång. Sjön  ingår i Karvia å huvudavrinningsområde. 
Isojärvi är en del av Karvia å sjösystem som har sitt utlopp i Bottniska viken. Tillflöden är bland andra Påmark å och Leväsjoki.
Isojärvi är en bifurkationssjö: huvuddelen av vattnet har sitt utlopp i Sastmola å som rinner ut i Bottniska viken vid Sastmola, men en mindre del av vattnet har sitt utlopp via Salmusoja och rinner ut i Ponsträsk och når Bottniska viken vid Poosjoki – Lampinjoki – Pohjajoki i Vittisbofjärd.

## Namnet
Isojärvi är finska och betyder ”storsjön”. Det är ett vanligt namn på finska sjöar, minst 31 sjöar har detta namn. Isojärvi i Satakunta är den största av dessa.

## Öar
Av Isojärvis många öar är de största Soukkasalmi, Honkaluoto, Lööholma, Kiilholma, Iso Rooholma och Iso Riihisaari.